# Бразвел (Џорџија)
Бразвел (Џорџија) (енгл. Braswell) град је у америчкој савезној држави Џорџија. По попису становништва из 2010. у њему је живело 379 становника.

## Демографија
Према попису становништва из 2010. у граду је живело 379 становника, што је 299 (373,8%) становника више него 2000. године.
| Група             | 2000.      | 2010.       |
| Белци             | 69 (86,3%) | 337 (88,9%) |
| Афроамериканци    | 11 (13,8%) | 26 (6,9%)   |
| Азијати           | 0 (0,0%)   | 0 (0,0%)    |
| Хиспаноамериканци | 0 (0,0%)   | 10 (2,6%)   |
| Укупно            | 80         | 379         |